# Иссык-Кульский государственный заповедник
Иссык-Кульский государственный заповедник (кирг. Ысык-Көл мамлекеттик коругу) — это особо охраняемая природная территория Кыргызстана, образованная в 1948 году, которая располагается в Иссык-Кульской области. Заповедник был организован постановлением Совета министров Киргизской ССР от 10 декабря 1948 года № 1205.
В настоящее время заповедник занимает 15 участков вокруг озера, с общей протяженностью 400 км. Общая площадь составляет 19 661 гектар.